# Glenn Slater
Glenn Slater (nascido em 1968) é um letrista americano, que colabora com Alan Menken, Andrew Lloyd Webber e outros compositores de teatro musical. Ele foi indicado para o Tony Award, de melhor trilha sonora original para a versão da Broadway de A Pequena Sereia e recebeu sua segunda indicação ao Tony por Sister Act.

## Biografia
Slater nasceu no Brooklyn, Nova York, mas foi criado em East Brunswick, Nova Jersey. Em 1990, ele se formou na Universidade de Harvard, onde ele compôs na 141º produção da Hasty Pudding Theatricals, Whiskey Business. Ele recebeu o prêmio  Richard Rodgers New da ASCAP Fundação com o compositor Stephen Weiner.

### Carreira
Slater escreveu a letra para a produção Off-Broadway, Newyorkers, produzido pela Manhattan Clube de Teatro em 2001. Ele escreveu letras para as seis edições do Ringling Brothers & Barnum e Bailey Circus.
Seu primeiro trabalho com Alan Menken foi em Home on the Range, de 2004, e a versão musical do filme Sister Act, Sister Act Musical (2006).
Ele escreveu as letras para a versão teatral de A Pequena Sereia (2008), Substituindo o letrista original do filme, Howard Ashman, que morreu em 1991. Ele também trabalhou com Menkenna nova versão do musical Leap of Faith.
Slater e sua esposa, Wendy Leigh Wilf, que escreveu o livro, a música e a letra para um novo musical Beatsville que recebeu uma produção em 2008 no NAMT Festival de Novos Musicais, em Nova York. Ele é baseado no filme de Roger Corman de 1959,  A Bucket of Blood.
Ele também compôs a letra e co-escreveu o livro para maiores os musicais de  Andrew Lloyd Webber: Love Never Dies, que é uma continuação de O Fantasma da Ópera (1986) do Webber. O show teve sua estréia no West End, em março de 2010. Depois de críticas generalizadas as letras de Slater no show, Charles Hart foi trazido para substancialmente reescrever partes do libreto.
Slater escreveu as letras para as músicas de Tangled, "50º animação da Disney". Em 2015, ele trabalhou novamente com Andrew Lloyd Webber para o Broadway musical, School of Rock, adaptação do filme de mesmo nome, e continuou seu trabalho com Menken escrevendo as letras para as músicas de Galavant da ABC.
Slater participou do BMI Musical, Oficina de Teatro e foi escritor-residente do Musical Theatreworks.

## Prémios
Ele foi nomeado para o  Prêmio Tony de Melhor trilha sonora Original por A Pequena Sereia em 2008, e recebeu sua segunda indicação para o prêmio, em 2011, por Sister Act.
Ele ganhou um Prêmio Grammy no Grammy Awards 2012 (realizada em 12 de fevereiro de 2012), de Melhor Canção Escrita para Mídia Visual , por "I See The Light", do filme de animação Tangled.

## Pessoal
Slater vive em Nova York com sua esposa Wendy Leigh Wilf e dois filhos, Benjamin e Daniel.